# 楊士魁
楊士魁（1480年—？），字彥夫，河南開封府蘭陽縣人，民籍，明朝政治人物。

## 生平
弘治十七年（1504年）甲子科河南鄉試第六十七名舉人，正德三年（1508年）中式戊辰科會試第二年十名，二甲第一百六名進士。授主事，十年（1515年）四月考察，以才力不及降調。歷官永平府同知、王府長史。

## 家族
曾祖楊茂；祖父楊清；父楊楷，母張氏。慈侍下。兄楊士元，弟楊士英、楊士華、楊士美。女兒為周藩湯溪王朱勤烶王妃。